# Campeonato Sudamericano de Clubes Campeones 1992
El Campeonato Sudamericano de Clubes Campeones 1992 fue la trigésima primera edición de lo que era el torneo más importante de clubes de baloncesto en Sudamérica.
Fue realizado en Montevideo.
El título de esta edición fue ganado por el Biguá (Uruguay).

## Equipos participantes
| País             | Equipo                                     |
| ---------------- | ------------------------------------------ |
| Argentina 1 cupo | Club Gimnasia y Esgrima y Pedernera Unidos |
| Bolivia 1 cupo   | Ingavi                                     |
| Brasil 2 cupos   | Franca Rio Claro Basquete                  |
| Chile 1 cupo     | Petrox                                     |
| Ecuador 1 cupo   | C.N.D.                                     |
| Perú 1 cupo      | Gimnasia y Deportes de Arequipa            |
| Uruguay 1 cupo   | Biguá                                      |